# Démographie politique
La Démographie politique est une nouvelle branche d'études issue à la fois de la démographie, de la géographie de la population et de la géopolitique.
En France Gérard-François Dumont, Professeur à l'université Paris-IV, étudie la démographie politique avec pour objectif d’étudier les interrelations entre la géopolitique et des évolutions démographiques.